# Вища честь
Вища честь (англ. Extreme Honor) — американський бойовик 2001 року.

## Сюжет
Працюючи на ЦРУ під прикриттям, капітан-лейтенант «морських котиків» Джон Браско і його напарник Коді застигають урядового агента під час операції з продажу державних секретів. У перестрілці, що зав'язалася гине заручник. За доносом Коді Джона з ганьбою звільняють зі служби. А у його сина Джейсона виявляють рак. Джон дізнається, що група лікарів готова провести експериментальне лікування шістьох маленьких пацієнтів, але для цього потрібно шість мільйонів доларів. У Джона немає таких грошей, але він дізнається про мільярдера Бейкера, який пропонує 10 мільйонів доларів тому, хто викраде їх з його фортеці-палацу. Джон за допомогою старих флотських друзів вирішує здійснити зухвалий план, що дозволяє заволодіти цими мільйонами й вчинити акт правосуддя над людиною, що зруйнувала його кар'єру і життя.

## У ролях
| Актор              | Роль                |
| ------------------ | ------------------- |
| Ден Андерсен       | Джон Кеннеді Браско |
| Майкл Айронсайд    | Бейкер              |
| Олів'є Грюнер      | Коді                |
| Майкл Медсен       | Спаркс              |
| Едвард Альберт     | Сенатор Річардс     |
| Оділь Корсо        | Саманта             |
| Гранд Л. Буш       | Бреді               |
| Джеймс Т. Каллахан | Рандольф            |
| Трейсі Делі        | золотошукач 1       |
| Деліус             | Батько              |
| Антоніо Фаргас     | Віллі               |
| Вікторія Галлегос  | командир            |
| Колтон Джеймс      | Джейсон Браско      |
| Джек Кісселл       | Сідней              |
| Мартін Коув        | Пакард              |
| Скотт Мосенсон     | Шерман              |
| Чарльз Неп'єр      | командир            |
| Тайлер Острандер   | Кенні               |
| Рік Овертон        | доктор Ламбер       |
| Джеррі Ректор      | охорона             |
| Сай Річардсон      | Шульц               |
| Свен-Оле Торсен    | охоронець Бейкера   |